# Gare de Chazay – Marcilly
Gare de Chazay – Marcilly – przystanek kolejowy w Marcilly-d’Azergues, w departamencie Rodan, w regionie Owernia-Rodan-Alpy, we Francji.
Jest przystankiem Société nationale des chemins de fer français (SNCF), obsługiwanym przez pociągi TER Rhône-Alpes.

## Położenie
Znajduje się na km 489,422 linii Le Coteau – Saint-Germain-au-Mont-d’Or, pomiędzy stacjami Lozanne i Saint-Germain-au-Mont-d’Or, na wysokości 192 m n.p.m.

## Linie kolejowe
- Le Coteau – Saint-Germain-au-Mont-d’Or